# 納贊加·蒙博托
纳赞加·蒙博托（1970年3月24日－），刚果民主共和国政治家，是前总统蒙博托·塞塞·塞科与第二任妻子波比·拉达瓦的长子。他于2007年至2011年在时任总统约瑟夫·卡比拉的领导下担任政府职务，先后担任农业部长、副总理兼负责基本社会需求的部长以及副总理兼劳动、就业与社会保障部长。然而，他在2011年3月被政府解职。

## 背景
纳赞加是蒙博托总统的长子，他的母亲是波比·拉达瓦。纳赞加在比利时、法国和加拿大学习，毕业于巴黎美国大学，主修国际关系和传播学。20世纪90年代中期，他返回刚果，为父亲担任顾问，同时出任国家银行Soza Bank的董事长。
1997年5月，在第一次刚果战争中，叛军领袖洛朗-德西雷·卡比拉攻占金沙萨，推翻了蒙博托政权。纳赞加随父亲流亡至摩洛哥。
纳赞加与让诺·本巴·萨奥洛纳的女儿凯瑟琳·本巴结婚，两人育有三名子女：Nyiwa、Bobi和Sese。

## 政治生涯

### 蒙博托民主联盟（UDEMO）
2003年，纳赞加与兄弟吉亚拉·蒙博托共同创立蒙博托民主联盟（UDEMO），起初为非政府组织。2006年，他将UDEMO转型为政党，并以总统候选人的身份参选。在2006年总统选举中，他获得约4.8%的选票，排名第四。他的支持者主要集中在他的家乡赤道省，特别是戈巴多利特地区。
选举第一轮结束后，纳赞加与时任总统约瑟夫·卡比拉组建了政治联盟，以争取赤道省选民的支持。

### 政府职位
纳赞加在2007年2月被任命为农业部长，担任安托万·基赞加政府中的第二号人物。随后，他在阿道尔夫·穆基杜担任总理期间，于2008年10月成为负责基本社会需求的副总理。2010年，他接任劳动、就业与社会保障副总理。
然而，2011年，约瑟夫·卡比拉以“服务放弃”为由将纳赞加从政府中解职。卡比拉政府发言人指控纳赞加自2010年11月起长期滞留欧洲，没有任何解释。据报道，纳赞加之所以长期留在欧洲，是因为他反对卡比拉总统与卡加梅政权的密切关系，而卡加梅政权被认为是东部暴力和冲突的始作俑者。

## 后期发展
离开政府后，纳赞加居住于美国和摩洛哥之间，从事商业和人道主义活动。1998年，他与母亲波比·拉达瓦共同创立了“蒙博托基金会”，旨在支持非洲年轻企业家。
在2018年的总统选举中，纳赞加支持反对派候选人马丁·法尤卢。2023年，他回到刚果，并公开支持现任总统费利克斯·齐塞克迪在当年的选举中连任。